# Shannonomyia (Shannonomyia) paraguayensis
Shannonomyia (Shannonomyia) paraguayensis is een tweevleugelige uit de familie steltmuggen (Limoniidae). De soort komt voor in het Neotropisch gebied.